# 코지마 마코
코지마 마코(일본어: 小嶋 真子 고지마 마코[*], 1997년 5월 30일 ~ )는 일본의 아이돌이며, 여성 아이돌 그룹 전 AKB48 팀K 멤버이다.
도쿄도 출신. 선 뮤직 프로덕션 소속.

## 출연작
- PRODUCE 48 (2018년 6월 15일 ~ 2018년 8월 31일, Mnet)

## 내력
2012년
- 5월, 《AKB48 제11회 연구생 (14기생) 오디션》의 최종 심사에 합격.

2013년
- 7월, 당시 AKB48, SKE48, NMB48, HKT48의 연구생으로부터 오카다 나나, 니시노 미키, 키타가와 료하, 시부야 나기사, 타시마 메루, 토모나가 미오와 파생 유닛 텐토우무Chu!를 결성.
- 8월 24일, 도쿄 돔에서 행해진 《AKB48 2013 한여름의 돔 투어 ~아직도, 하지 않으면 안되는 것이있다~》에서 도쿄 돔 3일째 공연에서 팀4로 승격하는 것이 발표되었다.

2014년
- 2월 24일, Zepp DiverCity에서 행해진 《AKB48 그룹 대조각 축제 ~시대는 변한다. 하지만, 우리는 앞 밖에 보지 않아!~》에서, 팀K로 이동하는 것이 발표되었다[1].
- 2월 26일에 발매의 AKB48의 35th 싱글 〈앞 밖에 보지 않아〉(Type-A)에서 표제곡 선발되었다.
- 4월 24일, 팀K에 이동.
- 5월부터 6월까지 실시하는 〈AKB48 37th 싱글 선발 총선거〉에서는 36위로, 넥스트걸즈에 선출되었다.

2015년
- 3월 26일, 사이타마 슈퍼 아레나에서 개최된 《AKB48 봄의 단독 콘서트 ~차기 총감독 아직 수행중~》에서, 팀4로 이동하는 것이 발표되었다.
- 5월부터 6월에 걸쳐 실시된 《AKB48 41st 싱글 선발 총선거》에서는 26위로, 언더 걸즈에 선출되었다[2].

2017년
- 1월 27일, 선 뮤직 프로덕션의 소속 사무소 이적을 자신의 SHOWROOM에서 발표했다[3].

2019년
- 5월 12일, AKB48를 졸업.